# Carina Baltrip-Reyes
Carina Alicia Baltrip-Reyes (* 1. Juli 1998 in Austin, Texas) ist eine in den USA geborene panamaische Fußballspielerin.

## Karriere

### Klub
Von 2016 bis 2017 spielte sie für die College-Mannschaft der FIU Panthers, danach war sie ab 2018 bis August 2021 Teil der Mannschaft der Florida Gators und wechselte darauf wiederum nach Europa, wo sie sich in Serbien dem ŽFK Spartak Subotica anschloss. Nach einer Saison hier endete ihr Vertrag dort aber und sie stand erst einmal ohne Klub da. Seit Anfang Januar 2023 steht sie nun bei Club Sport Marítimo in Portugal unter Vertrag.

### Nationalmannschaft
Bei der panamaischen A-Nationalmannschaft hatte sie ihr Debüt im Jahr 2021. Hier qualifizierte sie sich dann auch mit ihrem Team für die CONCACAF W Championship 2022 und kam dort bei zwei der Gruppenspiele zum Einsatz. Am Ende schied ihre Mannschaft nach der Gruppenphase aus, durch die Platzierung auf dem dritten Platz konnte die Mannschaft aber am Playoff-Turnier um einen Startplatz bei der Weltmeisterschaft 2023 teilnehmen. Hier schaffte es ihr Team schlussendlich dann auch sich für die WM zu qualifizieren. Bei den beiden Partien stand sie auch jeweils in der Startelf.